# Athos – Im Jenseits dieser Welt
Athos – Im Jenseits dieser Welt ist ein deutsch-österreichischer Dokumentarfilm, der seit 2022 auch auf dem amerikanischen Streaming-Dienst Netflix zu sehen ist.

## Handlung
Der Film zeigt das Leben in der orthodoxen Mönchsrepublik Athos. Unklar ist die Erlaubnis zum Drehen des Films, da dies normalerweise untersagt ist. Es werden die Leben eines alleine lebenden Mönchs sowie eines poetischen Kochs dargestellt. Zu sehen ist auch eine Priesterweihe, die Zeremonie erstreckt sich über sechs Stunden. Eine Besonderheit ist, dass die Schädel der verstorbenen Mönche nach einiger Zeit wieder ausgegraben und im Beinhaus aufbewahrt werden. Jeder Mönch übt einen Beruf aus: Arzt, Ikonenmaler, Handwerker uvm. Auf den gut 335 km² gibt es nur wenige ausgebaute Straßen. Die Fortbewegung geschieht zu Fuß, zum Transport werden Mulis und auch geländegängige Fahrzeuge eingesetzt. Der Film wurde über drei Jahre lang gedreht.

## Belege
1. ↑   Freigabebescheinigung für Athos – Im Jenseits dieser Welt. Freiwillige Selbstkontrolle der Filmwirtschaft, November 2015 (PDF; Prüfnummer: 156 329 K).
2. ↑  Alterskennzeichnung für Athos – Im Jenseits dieser Welt. Jugendmedienkommission.
3. ↑  Netflix – Athos: Η καθημερινότητα των μοναχών στο Άγιο Όρος σε ένα ντοκιμαντέρ. In: Aylogyros News. Abgerufen am 29. April 2022 (griechisch).
4. ↑  http://essener-filmkunsttheater.de/index.htm?site/programm/woche/filme/athos.html
5. ↑  http://www.textezumfilm.de/sub_detail.php?id=1732